# Sotíra (ort i Cypern, Eparchía Ammochóstou, lat 35,03, long 33,95)
Sotíra är en ort i Cypern.   Den ligger i distriktet Eparchía Ammochóstou, i den östra delen av landet, 60 km öster om huvudstaden Nicosia. Sotíra ligger 65 meter över havet och antalet invånare är 5 474. Den ligger på ön Cypern.
Terrängen runt Sotíra är platt. En vik av havet är nära Sotíra söderut.  Närmaste större samhälle är Varosha, 8,9 km norr om Sotíra. 